# 大垣市上石津地域事務所
大垣市上石津地域事務所（おおがきしかみいしづちいきじむしょ）とは、岐阜県大垣市にある公共施設。
大垣市役所の出先機関の一つであり、「大垣市役所上石津地域事務所」「上石津地域事務所」とも称する。

## 概要
- 2006年（平成18年）3月27日、養老郡上石津町が大垣市に編入され、上石津地域自治区が設置されたことにより設置された。
- 建物は旧・上石津町役場庁舎（1990年（平成2年）4月7日落成）[1]を転用している。
- 上石津町全域を管轄する。管轄下に牧田支所（牧田地区）、一之瀬支所（一之瀬地区）、時支所（時地区）の3つの支所がある。
- かつては教育全般を所轄する上石津教育事務所が設置されていたが、2020年（令和2年）3月に廃止された[2]。

## 業務内容
大垣市の地域事務所は独自の課が設置されており、大垣市役所における課の業務一部を行っている。
- 地域政策課
- 市民福祉課　（大垣市役所の窓口サービス課・課税課、子育て支援課・社会福祉課・高齢介護課・社会福祉課・環境衛生課などの一部の業務を担当）
- 産業建設課　（大垣市役所の商工観光課・産業振興室・農林課・道路課・公園みどり課・水道課・下水道課などの一部の業務を担当）

## 支所
牧田支所
- 大垣市上石津町牧田2200番地2
- 牧田地区（上石津町牧田、上石津町乙坂）を所轄。

一之瀬支所
- 大垣市上石津町一之瀬1593番地2
- 一之瀬地区（上石津町一之瀬）を所轄。

時支所
- 大垣市上石津町下山2862番地1
- 時地区（上石津町下山、上石津町打上、上石津町堂之上、上石津町上、上石津町細野、上石津町時山）を所轄。

## 交通アクセス
- 大垣市コミュニティバス時コース、多良コース「上石津地域事務所」バス停より徒歩すぐ。
- 名阪近鉄バス関ケ原時線「宮」バス停より徒歩約10分。
  - 関ケ原駅より「時」行き。